# Cachoeira FC
Cachoeira FC is een Braziliaanse voetbalclub uit Cachoeira do Sul. De club werd opgericht in 1914. De club speelde in de jaren zeventig een aantal seizoenen in de hoogste klasse van het Campeonato Gaúcho. In 2008 speelde de club een laatste keer in de tweede klasse.